# Planadores Wright
Os Irmãos Wright projetaram, construíram e voaram uma série de três planadores tripulados entre 1900 e 1902. Eles também efetuaram testes preliminares com uma pipa em 1899. Em 1911 Orville efetuou testes com um planador bem mais sofisticado. Nem a pipa nem os planadores foram preservados, mas réplicas de todos eles foram construídas.

## Pipa de 1899

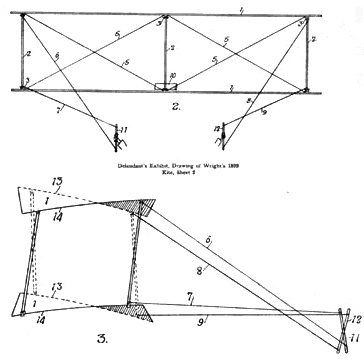
Esquema da pipa dos Wright de 1899.

A pipa de 1899, que Wilbur voou próximo à sua casa em Dayton, Ohio tinha envergadura de asa de 1,5 m. Este artefato de madeira e goma laca, apesar de pequeno para levar um piloto, testou o conceito de arquear as asas para o controle de rolagem que se mostrou essencial para que eles resolvessem o problema de conseguir um voo controlado. Os irmãos Wright queimaram essa pipa junto com outros artefatos em 1905.

## Planador de 1900

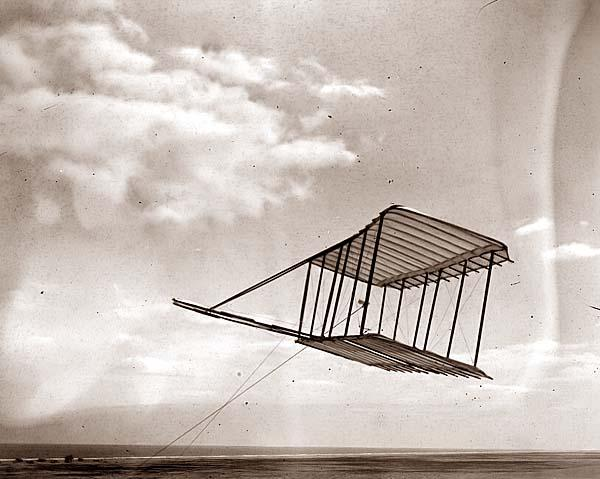
Voo de teste do planador Wright de 1900.

O Planador Wright de 1900 foi a primeira aeronave construída pelos irmãos capaz de levar um homem. A sua estrutura geral foi baseada no planador biplano de Octave Chanute de 1896. O seu aerofólio era derivado das tabelas de sustentação aerodinâmica publicadas por Otto Lilienthal. O planador foi projetado com capacidade de arquear as asas para teste em escala real do conceito testado na pipa de 1899.
O planador efetuou seu primeiro voo como uma pipa não tripulada em 5 de Outubro de 1900 próximo a Kitty Hawk, Carolina do Norte. Depois disso, Wilbur assumiu como piloto enquanto homens em terra seguravam cordas amarradas ao planador. Em seguida, Wilbur efetuou cerca de uma dúzia de voos num único dia. Os irmãos abandonaram o planador e o empacotaram em 23 de Outubro, e ele acabou desaparecendo numa das tempestades comuns da região.

## Planador de 1901

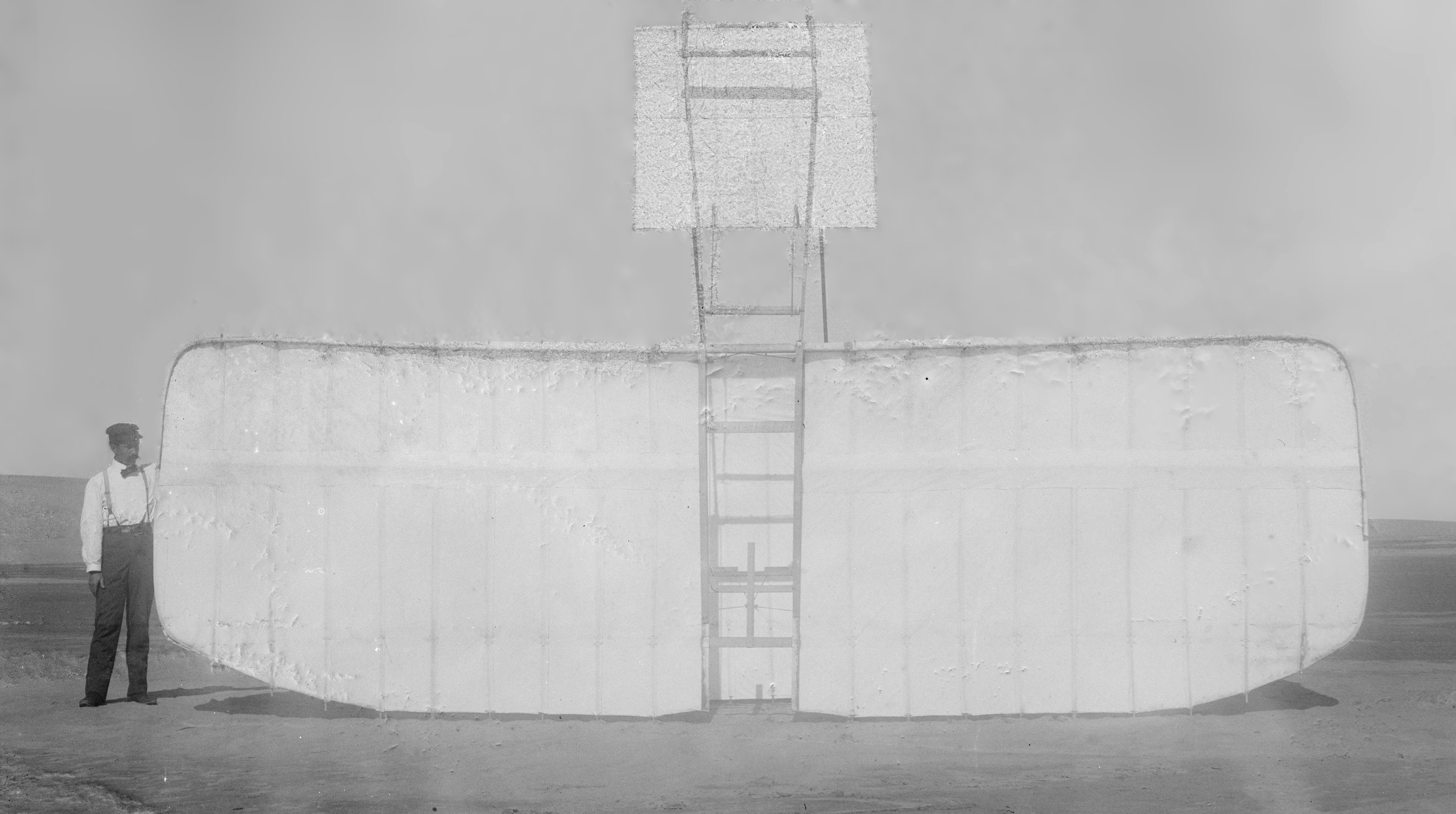
Orville com o planador de 1901.

O Planador Wright de 1901 foi o segundo planador experimental dos irmãos Wright. Eles o testaram sobre Kill Devil Hills, 6,4 km ao Sul de Kitty Hawk. Ele era similar à versão de 1900, mas tinha asas maiores. Seu primeiro voo ocorreu em 27 de Julho de 1901 e abandonado em 17 de Agosto. Durante esse tempo, ele fez entre 50 e 100 voos livres, além de alguns voos com amarras (como uma pipa).
As guarnições das asas flexionavam sob o peso do piloto, deformando o aerofólio das asas. Os irmãos consertaram esse problema mas as asas continuavam produzindo muito menos sustentação do que o esperado, e a ação de arquear as asas eventualmente virava o planador na direção oposta à pretendida. Depois dos testes concluídos, o planador foi armazenado num abrigo no campo de testes. Tanto o abrigo quanto o planador sofreram muitos danos devido às tempestades. A parte superior das asas foi aproveitada no planador de 1902, mas o restante foi descartado.

## Planador de 1902

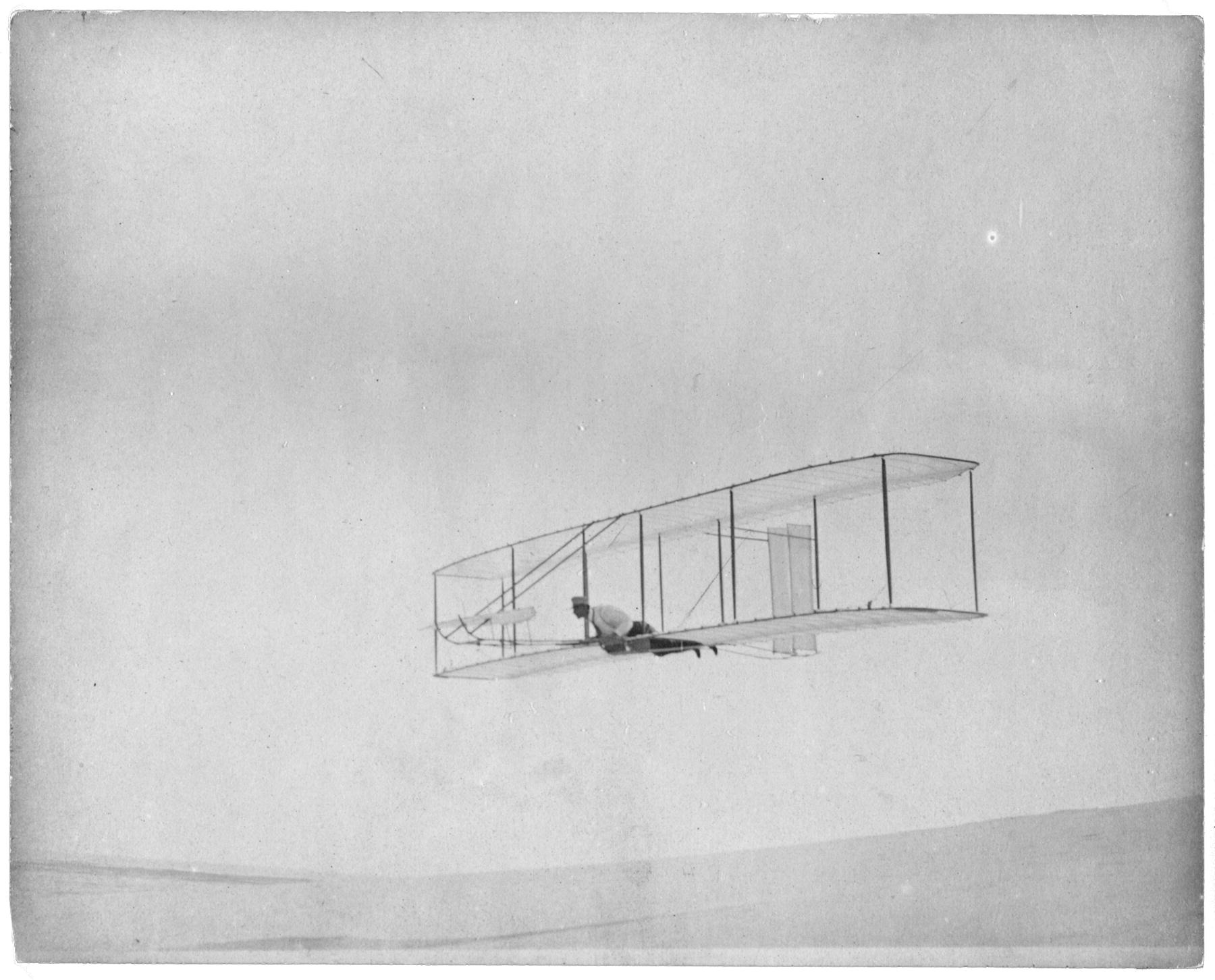
O planador Wright de 1902 (Wilbur pilotando) num dos primeiros voos antes da substituição do leme fixo duplo pelo móvel com apenas uma lâmina.

O Planador Wright de 1902 foi o terceiro planador construído pelos irmãos Wright. Esse foi o primeiro planador a incorporar o controle de guinada com o uso de um leme traseiro, e o seu desenho levou diretamente ao planador motorizado Wright Flyer de 1903.
Esse projeto foi desenvolvido entre 1901 e 1902. O desenho das asas foi baseado em dados obtidos em testes extensivos realizados com modelos em miniatura no seu túnel de vento caseiro. Eles construíram os componentes do planador em Dayton e completaram a montagem no seu campo de testes em Kill Devil Hills em 1902. Os voos ocorreram entre 19 de Setembro e 24 de Outubro. O novo leme traseiro melhorou o controle nas curvas, mas várias vezes o piloto não conseguia interromper a curva e acabava caindo. Os irmãos resolveram tornar o leme traseiro móvel para resolver o problema. Com essa modificação eles conseguiram o controle total e efetuaram entre 700 e 1.000 voos segundo suas próprias estimativas, sendo o mais longo de 189,7 m em 26 segundos.
Em Setembro de 1903, eles retiram o planador de 1902 do seu abrigo e efetuaram cerca de 200 voos em forma de treinamento para o voo do modelo motorizado, o Flyer. Uma das fotografias mostra que eles instalaram mais uma lâmina vertical no leme traseiro. O último voo desse modelo ocorreu em Novembro de 1903. Depois do sucesso com o modelo motorizado, eles colocaram o planador num abrigo no campo de testes e voltaram para casa para o Natal. Quando eles voltaram à Kitty Hawk em 1908 para testar o Flyer III, as tempestades tinham novamente destruído o abrigo e o planador.

## Planador de 1911

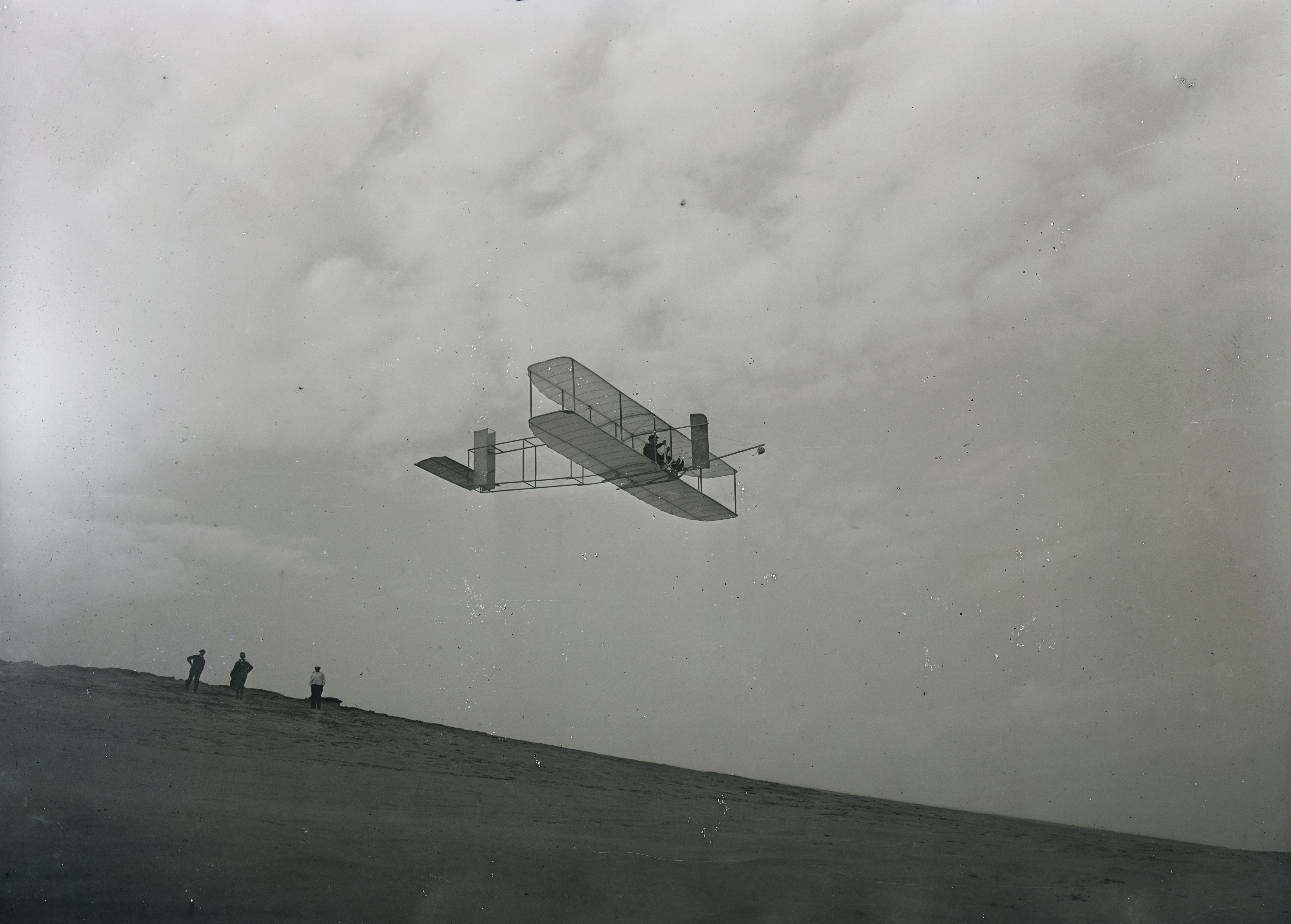
O planador de 1911 sobre Kill Devil Hills.

Em 1911, Orville Wright retornou à Kill Devil Hills com um novo planador, acompanhado pelo seu amigo inglês Alec Ogilvie. Orville pretendia testar um sistema de controle automático, mas não o fez devido à presença de repórteres. Esse modelo possuía o que se conhece hoje como "plano traseiro convencional" ao invés da configuração canard de elevador frontal. O piloto também ficava sentado ao invés de deitado numa espécie de berço, como nos modelos anteriores. Com um vento de 65 km/h em 24 de Outubro de 1911, Orville planou sobre Kill Devil Hill por 9 minutos e 45 segundos, quebrando seu recorde anterior de 1 minuto e 12 segundos estabelecido em 1903 com o planador de 1902. Esse novo recorde permaneceu por dez anos, até que foi quebrado na Alemanha.